# محمد فريد باشا
محمد فريد باشا (1851 في يوانينا – 1914 في سانريمو) أحد رجال الدولة العثمانية المنحدرين من أصل ألباني. كان الصدر الأعظم للدولة العثمانية من 15 يناير 1903 حتى 22 يوليو 1908 ، عندما أعاد السلطان الدستور 1876 بعد ثورة تركيا الفتاة. بالإضافة إلى اللغة التركية العثمانية، تحدث باللغات الألبانية والعربية والفرنسية والإيطالية واليونانية.